# NGC 3302
NGC 3302 في الفهرس العام الجديد، هي مجرة، تقع في كوكبة مفرغة الهواء. اكتشفت في 28 يناير 1835 بواسطة جون هيرشل.

## روابط خارجية
- NGC 3302 على موقع ويكي سكاي: DSS2, SDSS, GALEX, IRAS, Hydrogen α, X-Ray, Astrophoto, Sky Map, Articles and images